# Michael Vácha
Michael Vácha (* České Budějovice) je český zpěvák a kytarista. V současné době je kytarista kapely Deaf Heart, dříve působil ve skupinách Rituály a A Banquet.

## Život
Michael Vácha pochází z Českých Budějovic, kde vystudoval Obchodní Akademii. Zde také působil v prvních kapelách např. Helium Head. Po přestěhování do Prahy zakládá v roce 2009 úspěšnou indie-rockovou kapelu A Banquet, kde působil jako baskytarista a klávesista. V USA natočil s A Banquet v tuzemsku ceněnou desku Breath, posléze byla kapela nominována na Objev roku v Cenách Anděl, TV Očko a Žebřík.
Po nečekaném rozpadu kapely v roce 2014 založil novou skupinu Rituály, kde působil jako zpěvák a kytarista. Na jaře 2016 kapele vyšla debutová deska Vsaď na černou, kterou produkoval Yarda Helešic. Skupina ještě stihla vydat EP Rukopis a zároveň ohlásila pauzu na neurčito.
V roce 2018 zakládá společně s Thomasem Lichtagem (Airfare) kapelu Deaf Heart se kterou v roce 2020 vydali desku Soft Heart Attack. 

## Diskografie
s A Banquet:
- 2009 – Futuroll (EP)
- 2010 – Kiss the Night! (EP)
- 2012 – Breath
- 2013 – Too Young (singl)

s Rituály:
- 2014 – Stín perutí (singl)
- 2015 – Příměří (singl)
- 2016 – Poušť(singl)
- 2016 – Vsaď na černou
- 2018 – Rukopis (EP)

s Deaf Heart:
- 2019 – Blood (singl)
- 2020 – Poison (singl)
- 2020 – Smells Like Cash (singl)
- 2020 – Running (singl)
- 2020 – Soft Heart Attack
- 2021 – Red (singl)